# Bintang (Gambia)
Bintang (ook wel Bitang, Portugees: Vintang) is een plaats in de West-Afrikaanse staat Gambia, aan de zuidelijke oever van de Bintang Bolong, een zijrivier van de rivier de Gambia. De plaats ligt op 90 kilometer afstand van de Gambiase hoofdstad Banjul.
De plaats werd in de 15e eeuw gesticht als handelspost door de Portugezen. Later in de 17e eeuw werd de plaats door Engelsen als factorij gebruikt. Tijdens de Amerikaanse Onafhankelijkheidsoorlog (1775-1783) vielen de Fransen tal van Britse vestigingen in deze regio aan, waaronder een aanval in 1780 vanaf het water op de factorij van een Britse handelaar. Dit werd echter gedwarsboomd door de lokale bevolking, die voornamelijk tot de etnische groep Diola behoorde. Met een gemobiliseerde groep van 400 man voorkwamen ze dat de Fransen konden landen om de factorij te verwoesten.
In 1795 deed de Schotse ontdekkingsreiziger Mungo Park deze plaats aan. Veel Europeaanse handelaren deden deze plaats aan vanwege de grote hoeveelheid bijenwas die hier te koop aangeboden wordt door de lokale bevolking.